# Bärbel Köster
Bärbel Köster (Lübbersdorf, Mecklemburgo-Pomerânia Ocidental, 26 de maio de 1957) é uma ex-canoísta de velocidade alemã na modalidade de canoagem.

## Carreira
Foi vencedora da medalha de bronze em K-2 500 m em Montreal 1976, junto com a sua colega de equipa Carola Zirzow.